# 塔博爾派

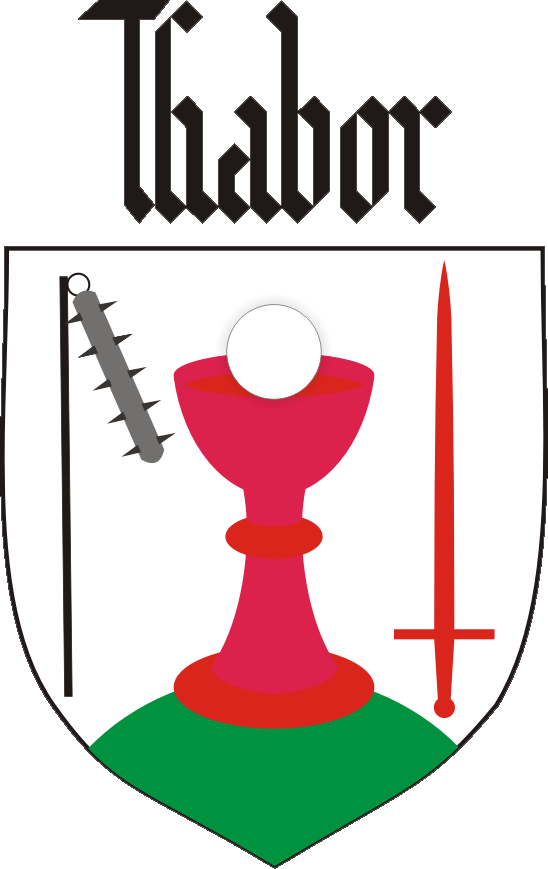
1437年前塔博派盾徽

塔博爾派（捷克語：Táborité）是中世纪波希米亞王冠領地胡斯派中的一个派系。塔博爾派屬於激进派，名字來自塔博尔，並且以當地為活動中心。塔博尔派主张取消等级特权，废除租税和农奴义务，将土地分给农民，而且要實現共和。塔博爾派中還有人主张废除私有制，取消国家。後來被神圣罗马帝国镇压。